# Карандашев, Сергей Петрович
Сергей Петрович Карандашев (15 октября 1903, Коряково — 29 апреля 1972, Ленинград) — советский деятель ВМФ, генерал-майор береговой службы.

## Биография
Родился 15 октября 1903 года в русской семье. В РККФ с 1925, в НКВД с 1934, член ВКП(б) с апреля 1930. Учился в Электроминной школе МСБМ с декабря 1925 по октябрь 1926. Краснофлотец БФЭ с ноября по декабрь 1925, минный электрик Электроминной школы с октября 1926 по май 1927, старший минный электрик ЭМ «Петровский» с мая 1927, боцман СКР «Шторм» с апреля 1931 по январь 1934 в МСЧМ. Помощник оперуполномоченного с января по апрель 1934, затем до августа 1938 оперуполномоченный, после чего до января 1940 начальник особого отделения Особого отдела бригады КР, потом с июля по октябрь того же года начальник Особого отдела эскадры кораблей ЧФ. Начальник 9-го отделения Особого отдела НКВД СССР с октября 1940 по апрель 1941, потом до начала войны начальник отдела 3-го Управления ВМФ СССР.
Великую Отечественную войну встретил в должности начальника Особого отдела НКВД эскадры кораблей КБФ, на которой находился до августа 1943. Потом становится начальником 2-го отдела, где служит до марта 1944. После чего заместитель начальника Управления контрразведки «Смерш» ВМФ до конца войны. В 1958 исключён из партии за «грубое нарушение социалистической законности». Похоронен на Серафимовском кладбище.